# Metodyka kryminalistyczna
Metodyka kryminalistyczna – dziedzina kryminalistyki, której zadaniem jest konkretyzacja osiągnięć taktyki kryminalistycznej, techniki śledczej oraz strategii kryminalistycznej w aspektach zwalczania poszczególnych typów przestępstw (np. metodyka zwalczania kradzieży, porwań, zabójstw itd.).